# セレナゾール
セレナゾールとは、アゾールに分類される、芳香族性を持った環状の有機セレン化合物である。

## 概要
セレナゾールは5員環の芳香族生を持った環式有機化合物であり、その環は炭素原子3つ、セレン原子1つ、窒素原子1つから成っている。分子式はC3H3NSeであり、分子量は約132である

。
なお、この分子式から明らかなように、セレナゾールには、窒素とセレンとが隣り合っている1,2-セレナゾールと、この2つの原子の間に炭素が入っている1,3-セレナゾールの2種類が存在する。

## 1,2-セレナゾール

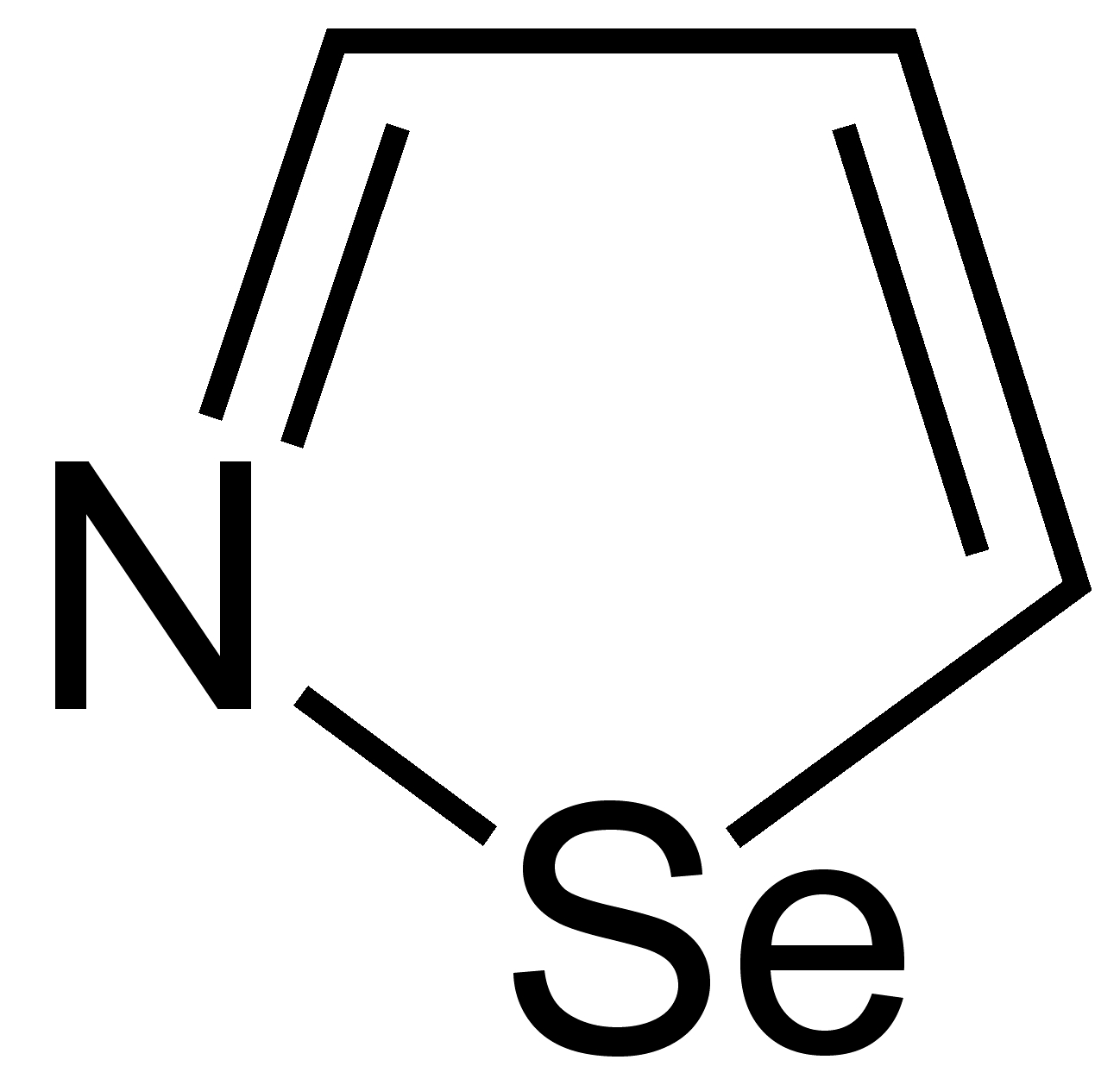
1,2-セレナゾールの線角構造式。

1,2-セレナゾールには、イソセレナゾールと言う別名が存在する。

## 1,3-セレナゾール

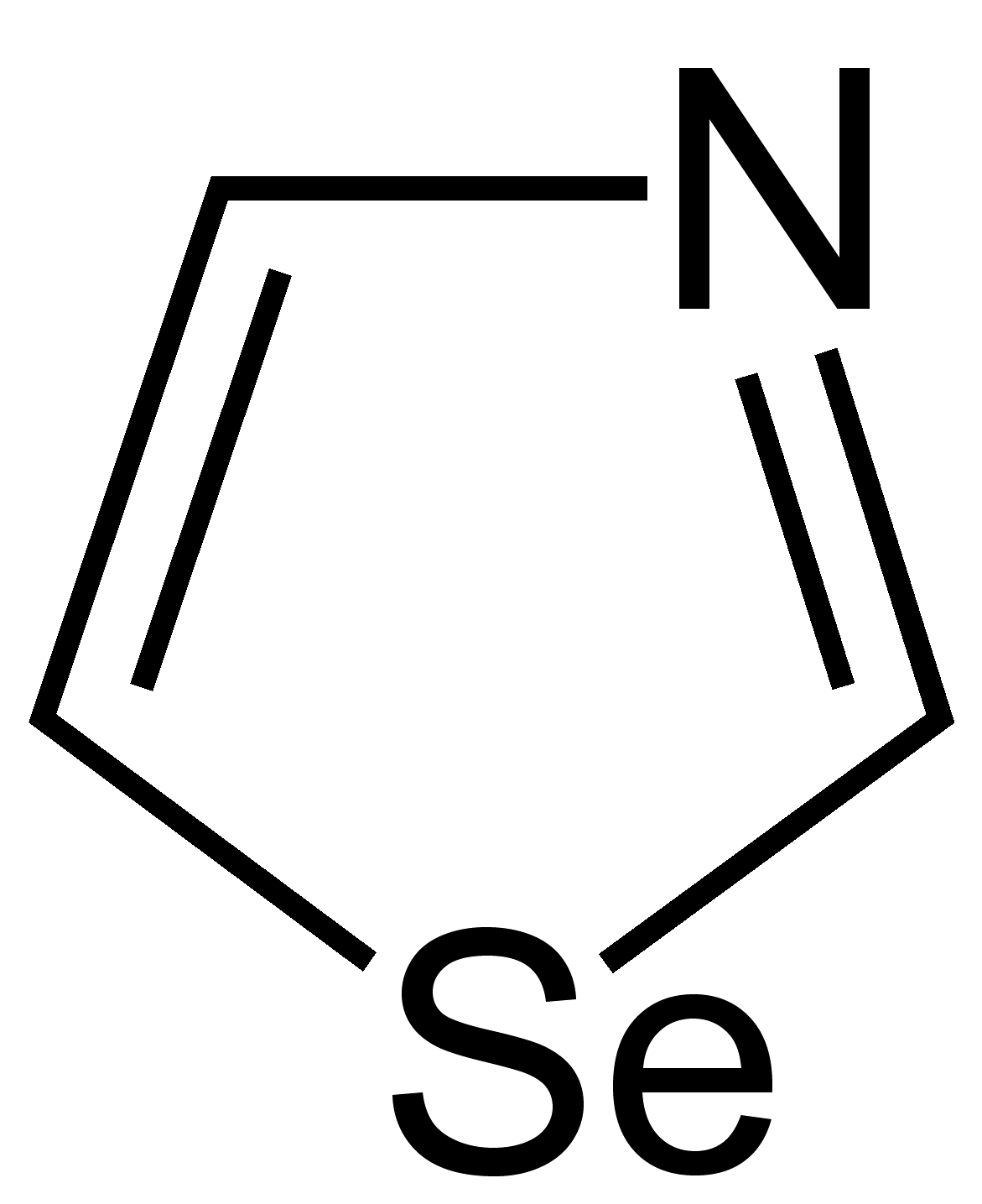
1,3-セレナゾールの線角構造式。

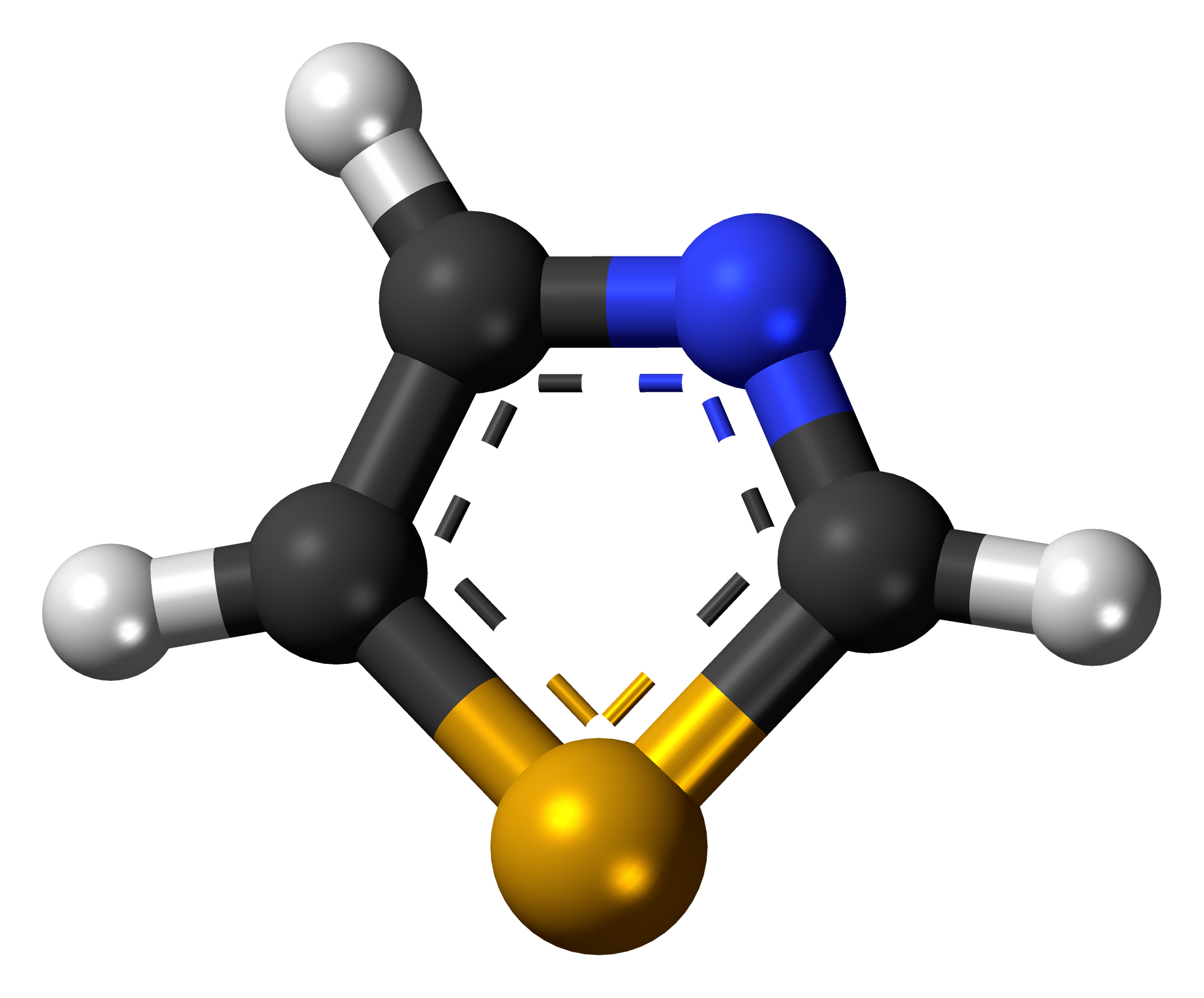
1,3-セレナゾールの分子模型。黒は炭素、白は水素、青は窒素、黄色はセレンを表している。環内にπ電子雲が広がっており芳香族性を持つ。

1,3-セレナゾールは、単にセレナゾールとだけ呼ばれる場合もある。